# Виноградовка (Баштанский район)
Виноградовка (укр. Виноградівка), ранее колония Новый Данциг — село в Баштанском районе Николаевской области Украины.
Население по переписи 2001 года составляло 1388 человек. Почтовый индекс — 56175. Телефонный код — 5158. Занимает площадь 0,7 км².

## История
Колония основана переселенцами, из Священной римской империи, в 1805 году.
В 1946 году указом Президиума Верховного Совета УССР село Новый Данциг переименовано в Виноградовку.

## Местный совет
Местный совет расположен по почтовому адресу: 56174, Николаевская обл., Баштанский р-н, с. Марьевка, ул. Школьная, дои № 27б; № телефона 9-57-25